# 夢殿殺人事件
『夢殿殺人事件』（ゆめどのさつじんじけん）は、小栗虫太郎の短編探偵小説。改造社の雑誌『改造』1934年（昭和9年）1月号に掲載された、名探偵・法水麟太郎シリーズのひとつ。作者の他の作品と同じく、衒学趣味的な文体が特徴である。

## あらすじ
北多摩の軍配河原にある、あまねく高識な尼僧のみを集めた尼寺・寂光庵。夢殿とよばれる密室にて推摩居士は殺されていた。夢殿の2階へ続く階段前の壁にもたれたその死体は、体中の血を全て抜かれており、さらには両肘と両腰にはそれぞれ梵字型の傷が刻まれていた。また、夢殿の2階では一面に金泥がまき散らされた室で、尼僧・浄善が殺されていた。頸椎が脱臼するほどの力で絞殺されており、また彼女の死体には奇妙な索痕が残されていた。さらに、3階の孔雀明王の絵から1階までの床には、孔雀とおぼしき巨鳥の足跡が残されていた。
住職の盤得娑婆に請われ、事件解決に乗り出した法水。果たして、犯人は？ 殺害方法は？ その動機は？ 本当に絵から孔雀明王が抜け出したのだろうか？ 彼の推理はいかに…。

## 登場人物
法水麟太郎
前捜査局長にして刑事弁護士。住職の盤得娑婆に請われ本事件の調査に乗り出す。
支倉
検事。
盤得娑婆
寂光庵の住職。齢50過ぎ。本名・工藤みな子。文学博士の肩書きをもつ。事件解決のために法水を呼び寄せる。
推摩居士
本事件の被害者。齢50程。自身を龍樹の生まれ変わりと称し、諸菩薩の口寄せや不可思議な法術をも行い、奇跡行者として名を高めていた。日独戦争にて両下腿を失い、以後は義肢をつけていた。自身が法術を行う際に使う「夢殿」と呼ばれる室で殺されているのを発見される。全身の血液を全て抜き取られており、また両肘と両腰にはそれぞれ梵字型の傷が刻まれ、その死体は夢殿の2階へと続く階段の壁にもたれるようにして置かれていた。
浄善
本事件のもう一人の被害者。夢殿の2階にて頸椎の脱臼が起こるほどの力で絞殺されていた。また、彼女の死体には奇妙な索痕が残されていた。
智凡尼
変事の第一発見者。密室の夢殿にて犯人と思しき人影を見たという。
普光尼
犯行時刻ごろに夢殿で笙の鳴る音を聞いたという。また、伝声管を通じて推摩居士の奇妙な言葉を聞いたという。
寂蓮尼
26、7歳ほどの尼。寺院の図書係。推摩居士の法術に興味があるようで、彼の死についても「仮死であり、きっと蘇生する」と信じており、行政解剖にも反対する。